# My Four Years in Germany
My Four Years in Germany – amerykański film, którego premiera odbyła się w 1918 roku. Był to pierwszy film wytwórni Warner Bros..

## Obsada
- Louis Dean
- Earl Schenck